# 小巧硬毛鼠属
小巧硬毛鼠属（学名：Mysateles）是啮齿目硬毛鼠科中的一属，包含5种：
- 加氏小巧硬毛鼠（Mysateles garridoi）
- 冈氏小巧硬毛鼠（Mysateles gundlachi）
- 黑小巧硬毛鼠（Mysateles melanurus）
- 南方小巧硬毛鼠（Mysateles meridionalis）
- 巧尾硬毛鼠（Mysateles prehensilis'）